# Mikel Arguinarena
Mikel Arguinarena Lara (Melipilla, 27 de junio de 1991) es un futbolista chileno que juega como mediapunta o delantero en San Marcos de Arica de la Primera B de Chile.

## Biografía
Es hijo de Miguel Arguinarena, conocido empresario del rubro de la harina. En el fútbol amateur local jugó en su niñez por el Club Deportivo El Bajo. En su trayectoria registra paso por U. Católica, Real Sociedad de España, Reginna de Italia, U. de Chile.

## Clubes
| Club                 | País  | Año       |
| -------------------- | ----- | --------- |
| Provincial Talagante | Chile | 2012      |
| Barnechea            | Chile | 2013-2015 |
| Everton              | Chile | 2015      |
| Huachipato           | Chile | 2015-2016 |
| Curicó Unido         | Chile | 2016-2017 |
| Barnechea            | Chile | 2017-2021 |
| Magallanes           | Chile | 2021      |
| Barnechea            | Chile | 2022      |
| San Marcos de Arica  | Chile | 2023-2024 |
| Deportes Recoleta    | Chile | 2025-Act. |

## Palmarés

### Distinciones individuales
| Distinción                         | Año  |
| ---------------------------------- | ---- |
| Mejor gol de la Primera B de Chile | 2013 |